# Aktinomykose

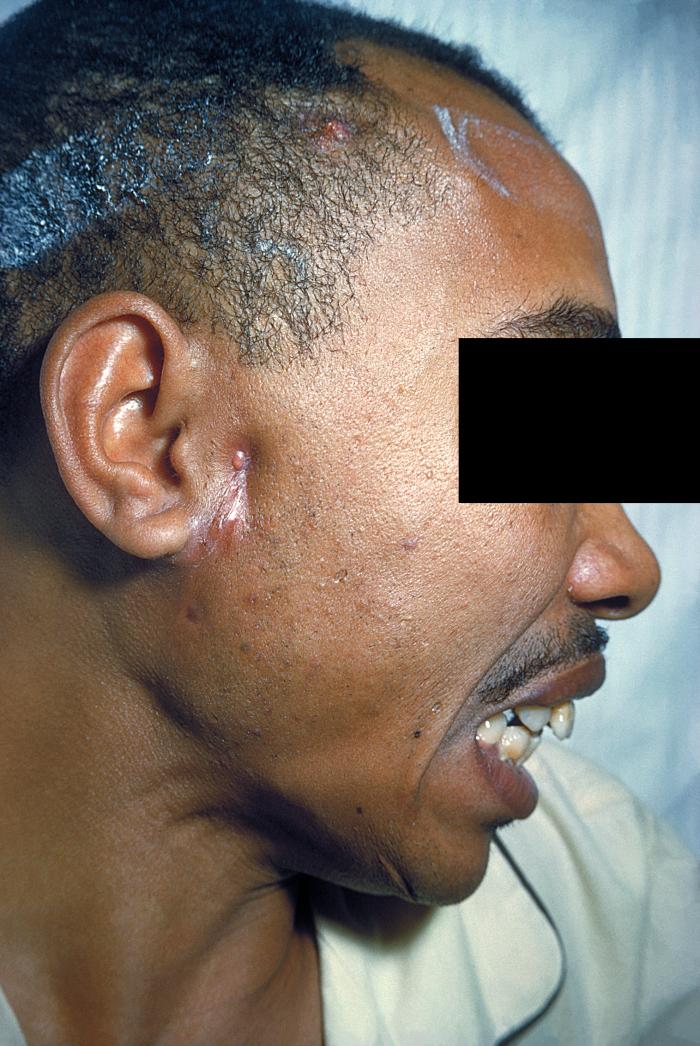
Zervikofaziale Aktinomykose

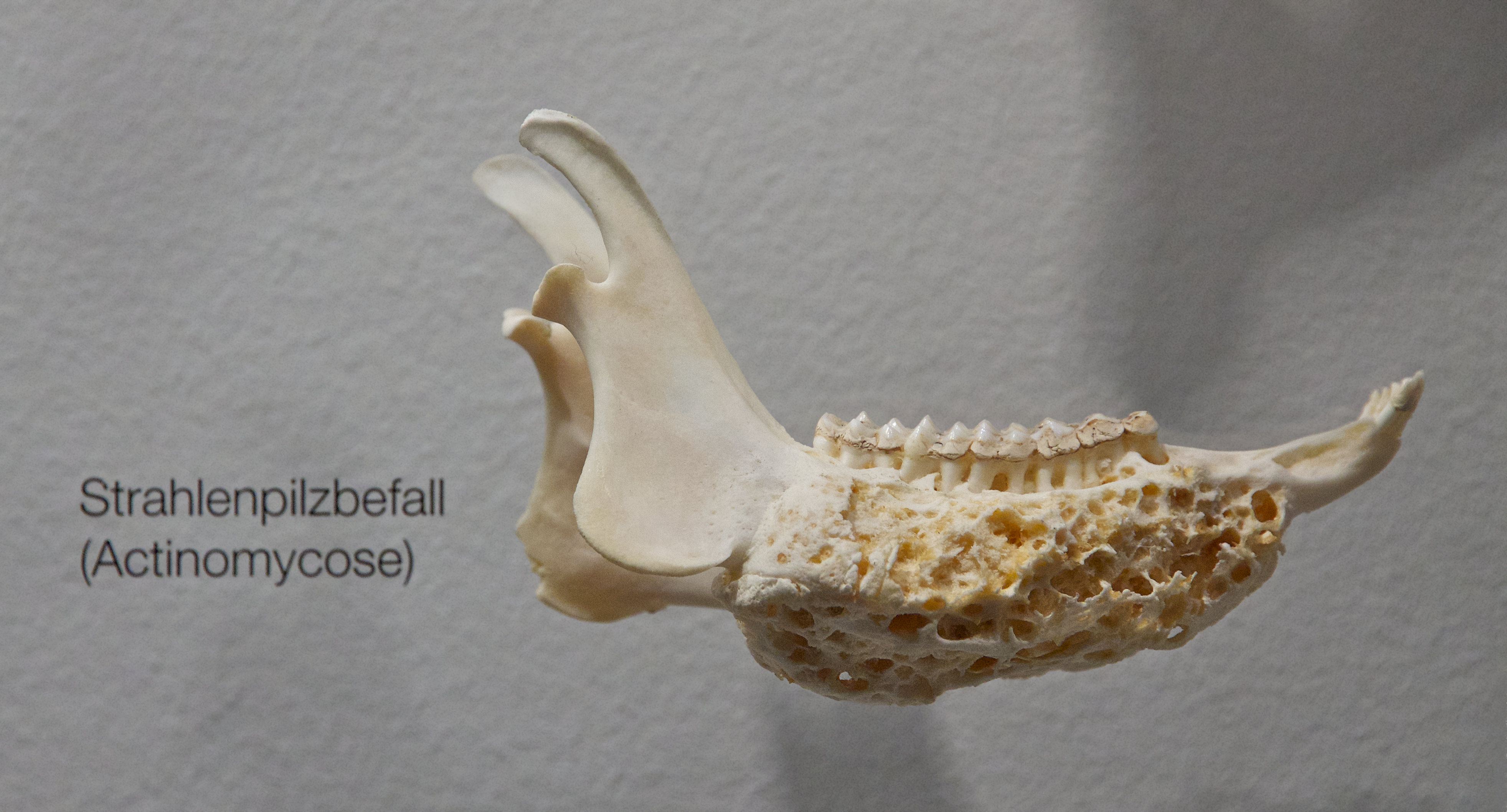
Aktinomykose an einem Unterkiefer eines Rehs

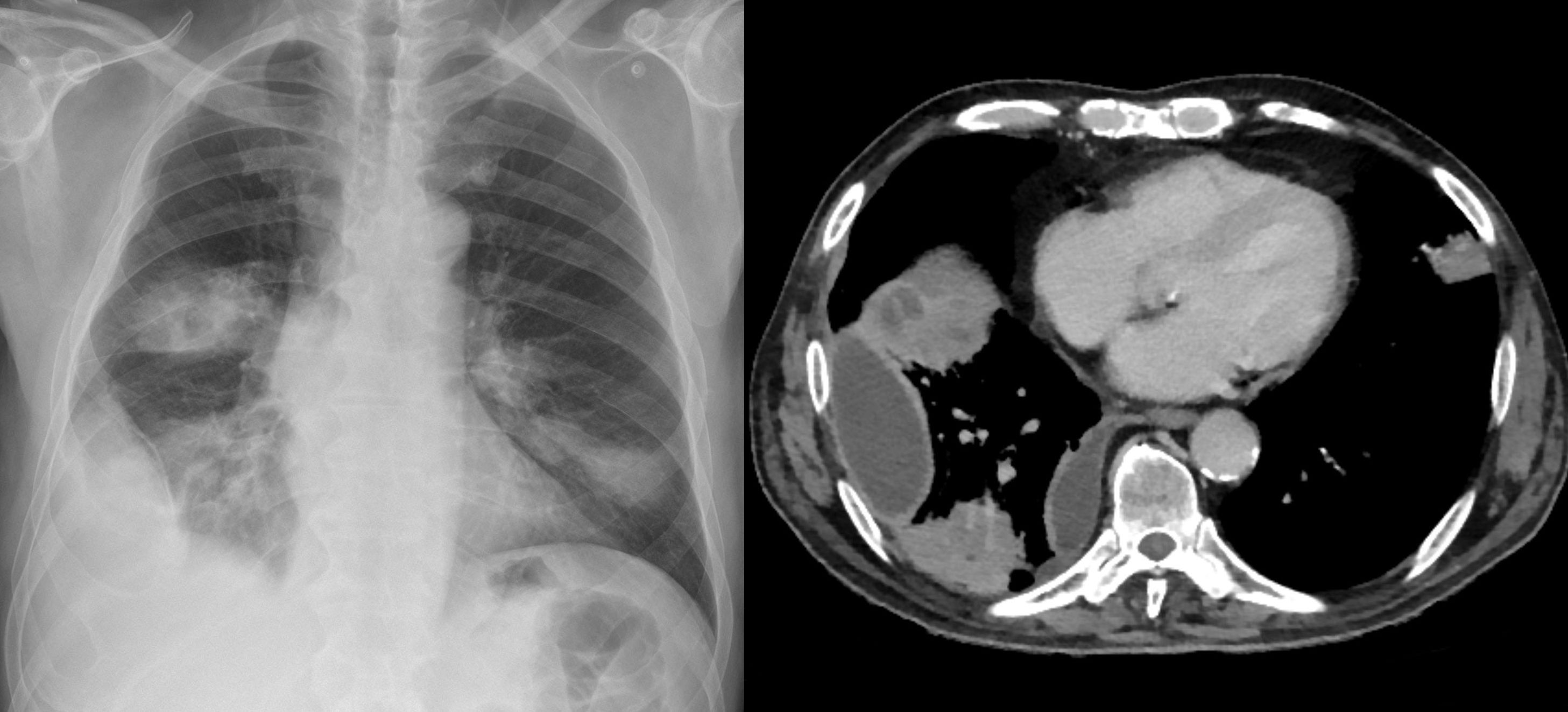
Aktinomykose der Lunge im Röntgenbild und in der Computertomographie.

Als Aktinomykose oder Strahlenpilzerkrankung wird eine Erkrankung bezeichnet, die in Deutschland auch unter dem Begriff Strahlenpilz bekannt ist. Sie wird als Mischinfektion unter anderem von Bakterien aus der Gruppe der Aktinomyzeten verursacht. Früher nahm man an, dass es sich um eine Pilzinfektion (bzw. Mykose) mit dem anaeroben „Strahlenpilz“ Actinomyces Israeli (auch Actinomyces Wolff-Israeli und Actinomyces bovis genannt) handele (Pseudomykose).
Die Aktinomykose ist eine bakterielle anaerobe und aerobe Mischinfektion, die vor allem durch Actinomyces israelii, aber auch andere Aktinomyzeten hervorgerufen wird. Dieser gehört zur normalen Mundflora des Menschen und dringt bei einer Verletzung der Schleimhaut in tiefere Gewebeschichten ein. Hier kommt es nun zu einer eitrigen Entzündung mit der Ausbildung von Granulationsgewebe und verzweigter Fisteln. Das häufigste klinische Erscheinungsbild ist die zervikofaziale Aktinomykose (also am Hals, im Gesicht – zum Beispiel als Canaliculitis lacrimalis, meist im Mundbereich), wohingegen das Auftreten im ZNS, der Lunge (durch Aspiration) sowie in der Haut selten ist. Beschrieben sind auch Aktinomykosen der Brustdrüse, sowie im Genitalbereich, meist im Zusammenhang mit lange liegenden Intrauterinpessaren.
Die Diagnose erfolgt durch Untersuchung des Auswurfs oder einer Lungenbiopsie. Die Anzüchtung der Erreger muss außergewöhnlich lange, das heißt mindestens über zwei Wochen erfolgen, weil Aktinomyzeten sich langsam vermehren. Da der direkte Nachweis von Actinomyces spp. in Gewebeproben schwierig ist, wird seit einigen Jahren auch die PCR zum Nachweis der DNA eingesetzt. Die Aktinomykose ist nicht ansteckend. Sie zeichnet sich durch einen chronischen Verlauf mit hoher Rezidivität aus. Die Therapie besteht in der Gabe von Ampicillin, anfangs intravenös. Diese Therapie kann bis zu einem Jahr dauern. Neuere Studien empfehlen eine Kurztherapie bis zu drei Monaten. Alternativ kann auch Tetracyclin oder Cephalosporin verwendet werden. Hohe Gaben von Iod sollen sich ebenfalls günstig auswirken. Bei der chirurgischen Therapie (sprich: Operation) wird der Entzündungsherd eröffnet und das befallene Gewebe entfernt.
Die Hauptkomplikation besteht in der bei der Aktinomykose vorkommenden Fistelbildung. Dadurch können die Erreger in den Blutkreislauf gelangen und die Krankheit kann systemisch (den ganzen Körper betreffend) werden. Durch die hohe Rezidivität ist die Prognose nicht gut. Die thorakale Infektionsform (engl.: thoracic actinomycosis) bleibt unbehandelt mit einem hohen Risiko für Gesundheit und Leben der Patienten belastet. Auch ausgedehnte thorakale Erkrankungen sprechen sehr gut auf antibiotische Therapie an. Eine operative oder interventionelle Therapie (Drainage) wird zurzeit in ca. der Hälfte der Fälle durchgeführt, was wahrscheinlich zu oft ist.

## Epidemiologie
Die Inzidenz der Aktinomykose wird mit 2–5 pro 100.000 pro Jahr angegeben. Zuverlässige Daten zur Prävalenz der Aktinomykose liegen nicht vor.